# Bogra (stad)
Bogra is een stad in het noorden van Bangladesh, de hoofdplaats van het bestuurlijke district Bogra in de provincie Rajshahi. De stad werd gesticht op de rechteroever van de rivier de Karatoya onder Brits bestuur. Het district werd gevormd in 1821 en ligt ten westen van de rivier de Brahmaputra, die samen met verschillende zijrivieren een goede ontsluiting van de omgeving mogelijk maakt. In de 19e eeuw werd de plaats groot met de productie van indigopigment, maar die hield geen stand en aan het begin van de 20e eeuw liep ook de zijde-industrie achteruit.
Zeer dicht bij de stad is een plaats genaamd Mahasthangar, de eerste hoofdstad van Bangladesh. Boeddhisten, moslims en hindoes beschouwen deze plaats in gelijke mate als heilig, hoewel er nu niet veel te zien is. Toeristen gaan naar het eveneens nabijgelegen "Behular Bashor Ghar". Deze plaats wordt het gehele jaar door bezocht. Een bezienswaardigheid in de stad zelf is het museum van Nawab Bari. Ook niet ver van Bogra ligt de verloren stad Pundra Bardhan waar volgens sommige geschriften Boeddha naartoe kwam om te preken.
Bogra heeft met veel steun van ontwikkelingshulp in de eerste jaren van de 21e eeuw zichtbaar vooruitgang geboekt, meer dan op andere plaatsen in het land het geval is. De plaats wordt omschreven als het knooppunt van de regio; zo organiseerde men in 2006 de eerste wedstrijd test cricket.

## Uit Bogra
In 1909 kwam Muhammad Ali Bogra in Bogra ter wereld, minister-president van Pakistan van 1953 tot 1955.
In 1930 was Bogra de geboorteplaats van Ziaur Rahman, oprichter van de Nationalistische Partij van Bangladesh in 1978 en minister-president van Bangladesh van 1977 tot 1981.
Verschillende wetenschappers en prominente artiesten zoals romanschrijfster Romena Afaz (1926) en zangeres Anjuman Ara (1927–2004) hebben hun wortels in Bogra. De streek staat verder bekend om de doi, een soort zoete yoghurt, en kotkotee, zoete koekjes. Ook de red chillies zijn berucht.
In 1976 werd een Marskrater naar Bogra vernoemd. De Bogra is een bescheiden krater op Mars met een doorsnee van 21,3 kilometer, gelegen bij coördinaten 24,4N 28,9W.

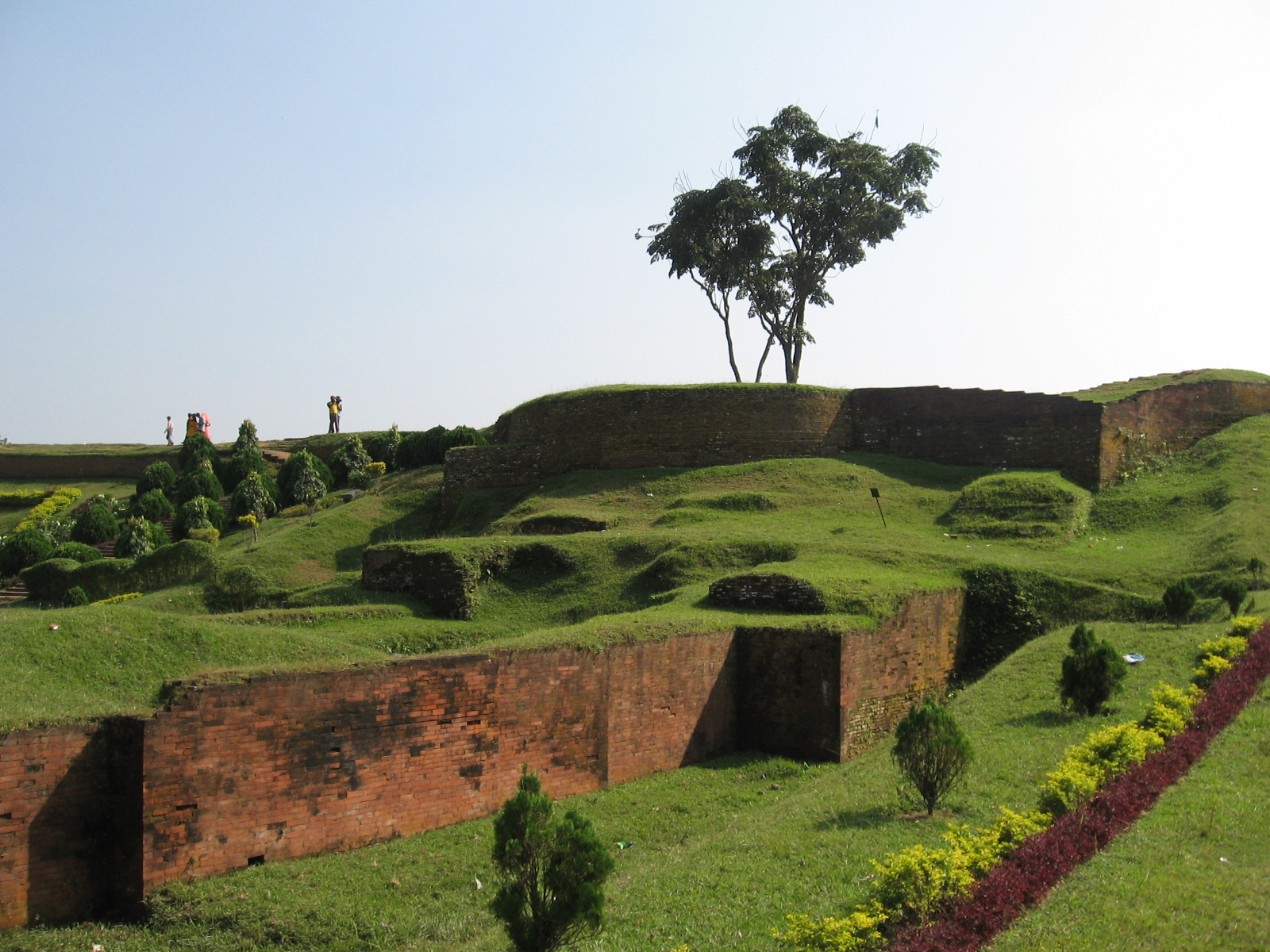
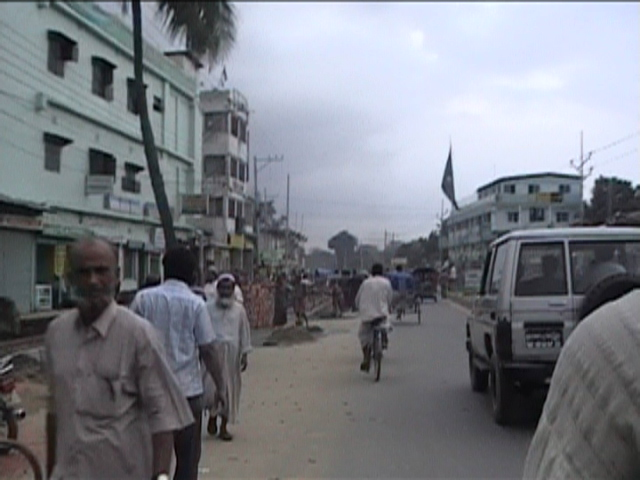
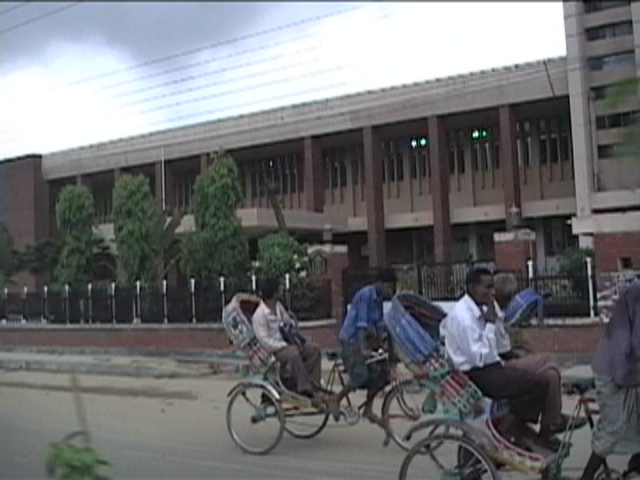
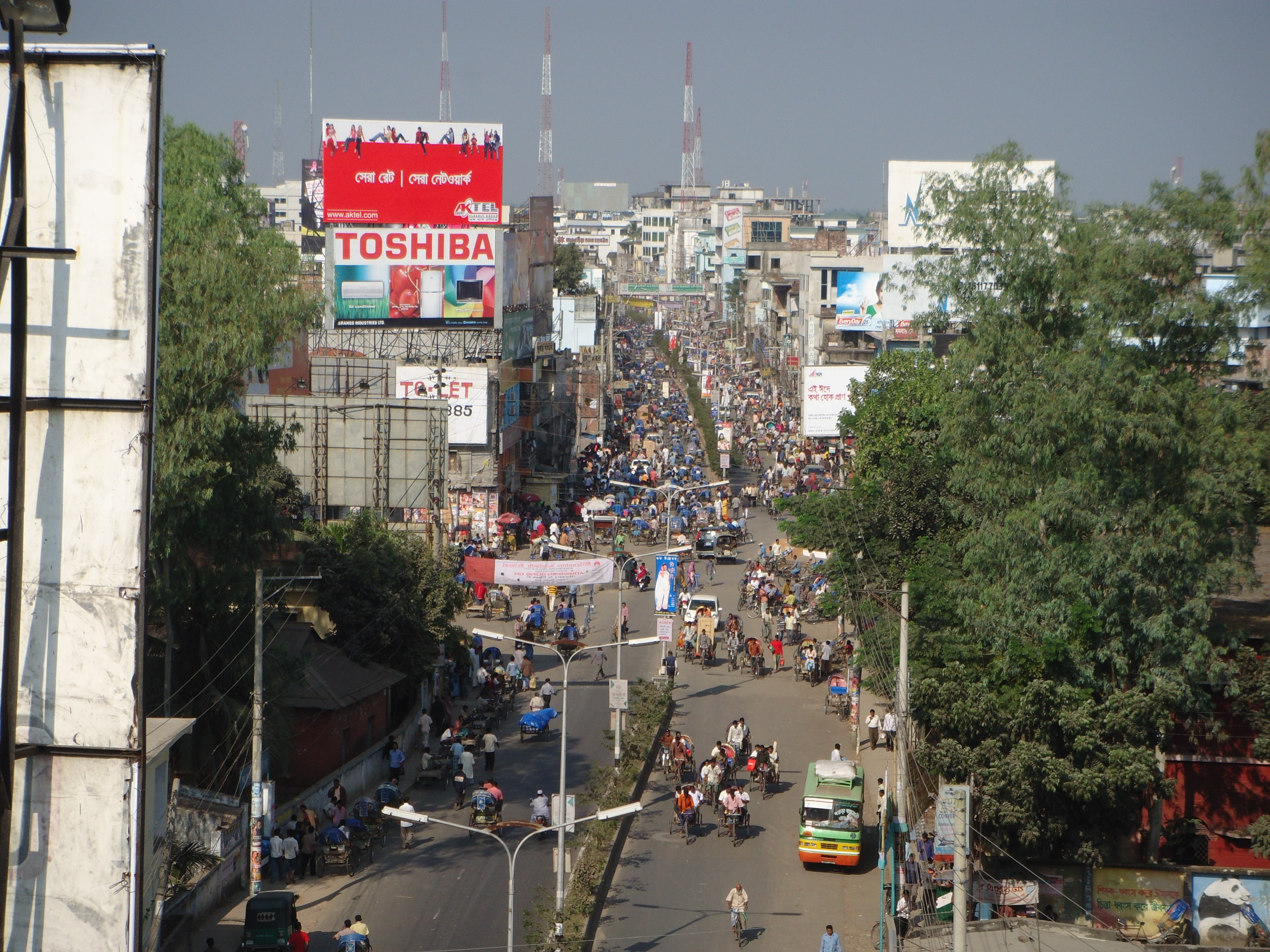